# دومین تاخت و تاز انگلستان
دومین تاخت و تاز انگلستان به محبوبیت و فروش هنرمندان سینت پاپ و موج نو انگلیسی در ایالات متحده گفته می‌شود. این تهاجم فرهنگی در تابستان ۱۹۸۲ آغاز شد و در سال ۱۹۸۳ تا ۱۹۸۵ به اوج خود رسید. این تهاجم تا پایان دهه ۱۹۸۰ و نیمه نخست دهه ۱۹۹۰ و پیدایش گرانج ادامه یافت. ام تی وی که در سال ۱۹۸۱ آغاز به کار کرد که توانست به یکی از پایه‌های این تهاجم بدل شود. به گفته رولینگ استون: «این گروه‌ها انقلابی در موسیقی و سبک راک در ایالات متحده به پا کردند». این تهاجم ادامه ای بر نخستین تاخت و تاز انگلستان بود.

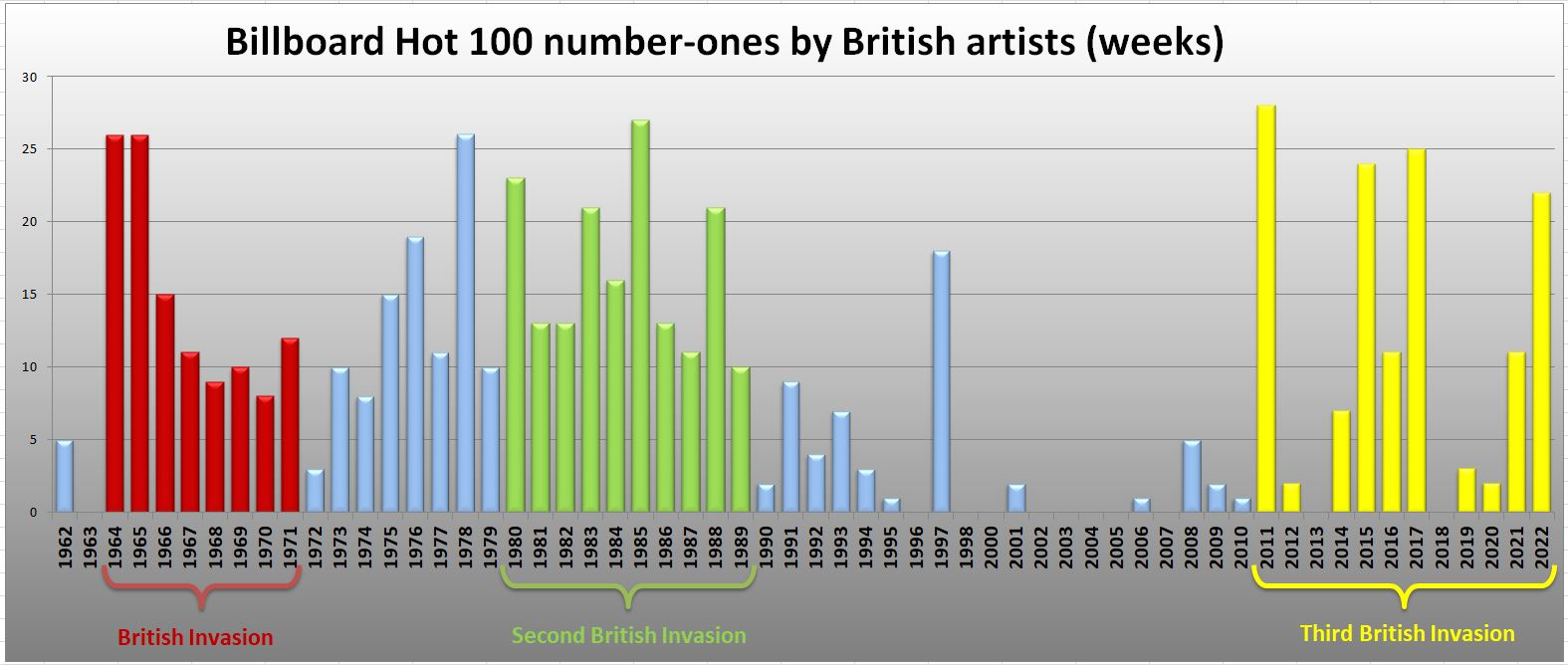
آمار ترانه های انگلیسی که توانستند به جایگاه نخست نمودار بیلبورد هات ۱۰۰ برسند، بر حسب هفته

## همچنین بخوانید
- موج نوی هوی متال انگلیسی
- فهرست هنرمندان دومین تاخت و تاز انگلستان
- نخستین تاخت و تاز انگلستان، دهه ۱۹۶۰
- سومین تاخت و تاز انگلستان، ۲۰۰۰–۲۰۱۰
- رمانتیک نو
- سینت-پاپ
- دهه هشتاد، سریال سی‌ان‌ان با قسمت هفتم که شامل حمله دوم بریتانیا می‌شود

## پیوست
1. ↑  "A look back at 1983: The year of the Second British Invasion CBS July 4, 2013". CBS News. 4 July 2013. Retrieved 19 October 2013.
2. ↑  Holden, Stephen (2 January 1983). "Light and Quick, New Pop Spread Its Spirit During 1982". The New York Times.
3. ↑  "MTV launches the 'second British invasion'". The Guardian. Retrieved 3 May 2019.